# 刘均 (歌手)
劉均（英語：Alex lau）是香港男創作歌手，2017年從加拿大回流香港出道。他于2017年第一次在香港派台，歌曲為愛的顏色（页面存档备份，存于）和呼吸（页面存档备份，存于）。